# Albert Mühlum
Albert Mühlum (* 1943) ist ein deutscher Sozialarbeitswissenschaftler. Er lehrte bis 2005 als Professor für Sozialpolitik, Sozialethik und Sozialarbeitswissenschaft an der Fachhochschule Heidelberg und war zudem Lehrbeauftragter an der Universität Heidelberg. 

## Schriften (Auswahl)
- Sozialpädagogik und Sozialarbeit. Eine vergleichende Darstellung zur Bestimmung ihres Verhältnisses in historischer, berufspraktischer und theoretischer Perspektive, Frankfurt am Main: Deutscher Verein für Öffentliche und Private Fürsorge, 1982, ISBN 3-17-006499-1 (zugleich Dissertationsschrift, Universität Heidelberg, 1981), weitere Auflagen
- Umwelt – Lebenswelt. Beiträge zu Theorie und Praxis ökosozialer Arbeit, Frankfurt am Main: Diesterweg, 1986, ISBN 3-425-07897-6
- Sozialarbeitswissenschaft. Wissenschaft der sozialen Arbeit, Freiburg im Breisgau: Lambertus, 2004, ISBN 3-7841-1498-9 (als Herausgeber)
- Herausgeber der 12-bändigen UTB-Reihe Soziale Arbeit im Gesundheitswesen (mit H. G. Homfeldt).